# Chelidonura
Chelidonura es un género de molusco opistobranquio de la familia Aglajidae.

## Especies
El Registro Mundial de Especies Marinas reconoce como válidas las siguientes especies en el género:
- Chelidonura africana Pruvot-Fol, 1953
- Chelidonura alexisi Gosliner, 2015
- Chelidonura alisonae Gosliner, 2011
- Chelidonura amoena Bergh, 1905
- Chelidonura berolina Er. Marcus & Ev. Marcus, 1970
- Chelidonura castanea Yonow, 1994
- Chelidonura cubana Ortea & Martínez, 1997
- Chelidonura electra Rudman, 1970
- Chelidonura flavolobata Heller & Thompson, 1983
- Chelidonura fulvipunctata Baba, 1938
- Chelidonura hirundinina (Quoy & Gaimard, 1833)
- Chelidonura inornata Baba, 1949
- Chelidonura juancarlosi Ortea & Espinosa, 1998
- Chelidonura larramendii Ortea, Espinosa & Moro, 2009
- Chelidonura leopoldoi Ortea, Moro & Espinosa, 1997
- Chelidonura livida Yonow, 1994
- Chelidonura mandroroa Gosliner, 2011
- Chelidonura mariagordae Ortea, Espinosa & Moro, 2004
- Chelidonura orchidaea Perrone, 1990
- Chelidonura pallida Risbec, 1951
- Chelidonura perparva (Risbec, 1928)
- Chelidonura punctata Eliot, 1903
- Chelidonura pusilla Ortea, Moro & Espinosa, 2014
- Chelidonura quadrata Ortea, Caballer & Espinosa, 2014
- Chelidonura sabina Er. Marcus & Ev. Marcus, 1970
- Chelidonura sandrana Rudman, 1973
- Chelidonura tsurugensis Baba & Abe, 1964
- Chelidonura varians Eliot, 1903

Especies que han sido aceptadas como sinonimia:
- Chelidonura aureopunctata Rudman, 1968 aceptada como Philinopsis taronga (Allan, 1933)
- Chelidonura babai Gosliner, 1988 aceptada como Chelidonura sandrana Rudman, 1973
- Chelidonura conformata Burn, 1966 aceptada como Chelidonura fulvipunctata Baba, 1938
- Chelidonura evelinae Er. Marcus, 1955 aceptada como Navanax gemmatus (Mörch, 1863)
- Chelidonura italica Sordi, 1980 aceptada como Chelidonura africana Pruvot-Fol, 1953
- Chelidonura mediterranea Swennen, 1961 aceptada como Chelidonura fulvipunctata Baba, 1938
- Chelidonura normani Ornelas-Gatdula, Dupont & Valdés, 2011 aceptada como Chelidonura mariagordae Ortea, Espinosa & Moro, 2004
- Chelidonura nyanyana Edmunds, 1968 aceptada como Navanax orbignyanus (Rochebrune, 1881)
- Chelidonura petra Ev. Marcus, 1976 aceptada como Philinopsis petra (Ev. Marcus, 1976)
- Chelidonura philinopsis Eliot, 1903 aceptada como Chelidonura hirundinina (Quoy & Gaimard, 1833)
- Chelidonura phocae Er. Marcus, 1961 aceptada como Aglaja ocelligera (Bergh, 1893)
- Chelidonura sabadiega Ortea, Moro & Espinosa, 1997 aceptada como Odontoglaja sabadiega (Ortea, Moro & Espinosa, 1997)
- Chelidonura velutina Bergh, 1905 aceptada como Chelidonura varians Eliot, 1903

## Galería

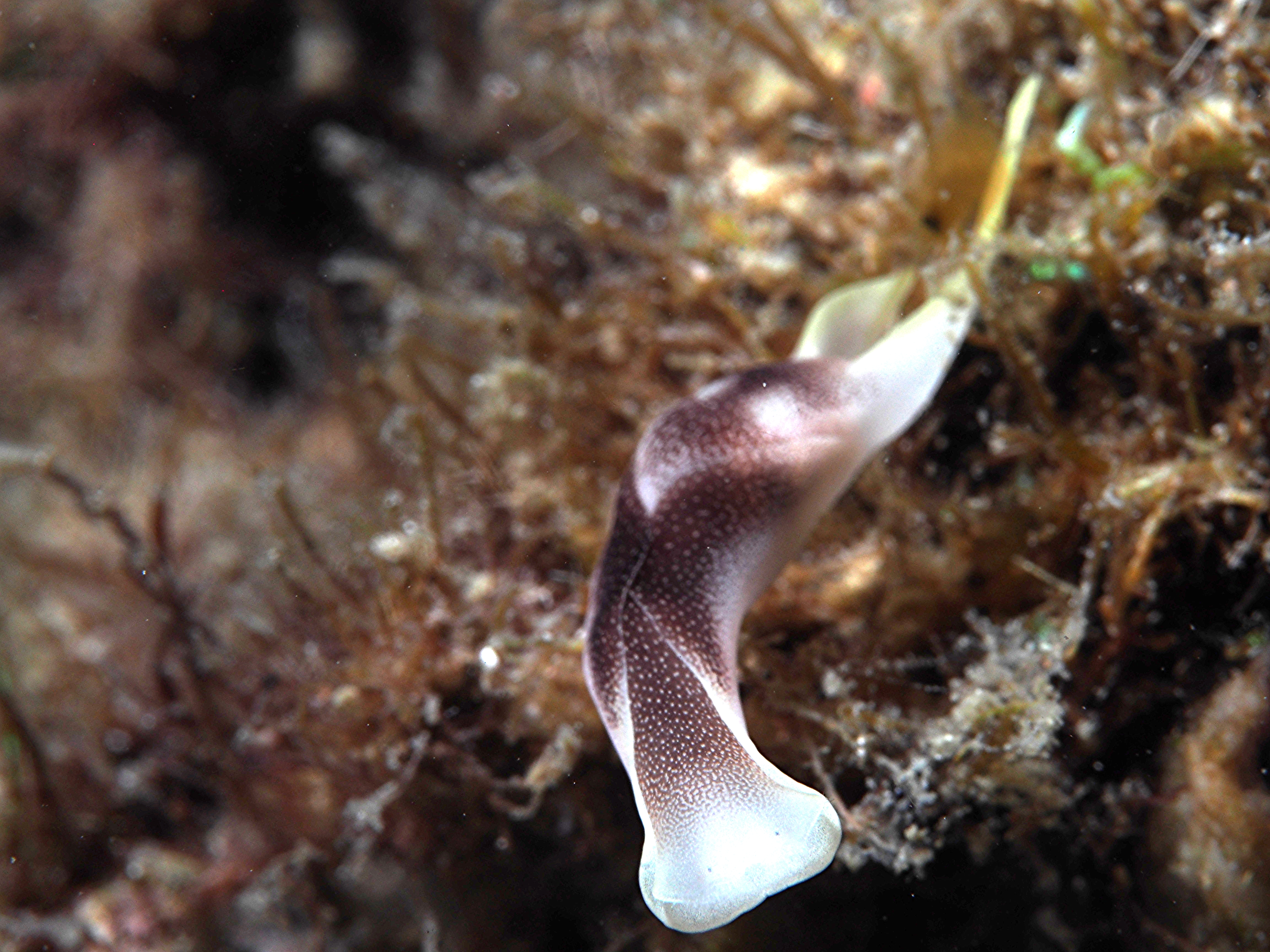
Chelidonura amoena
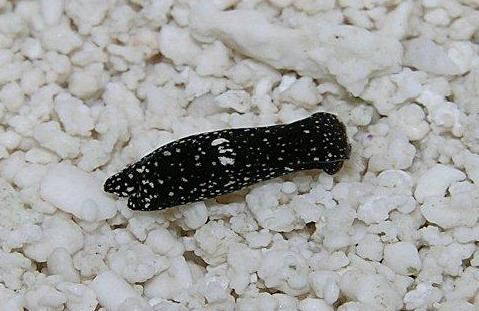
Chelidonura berolina
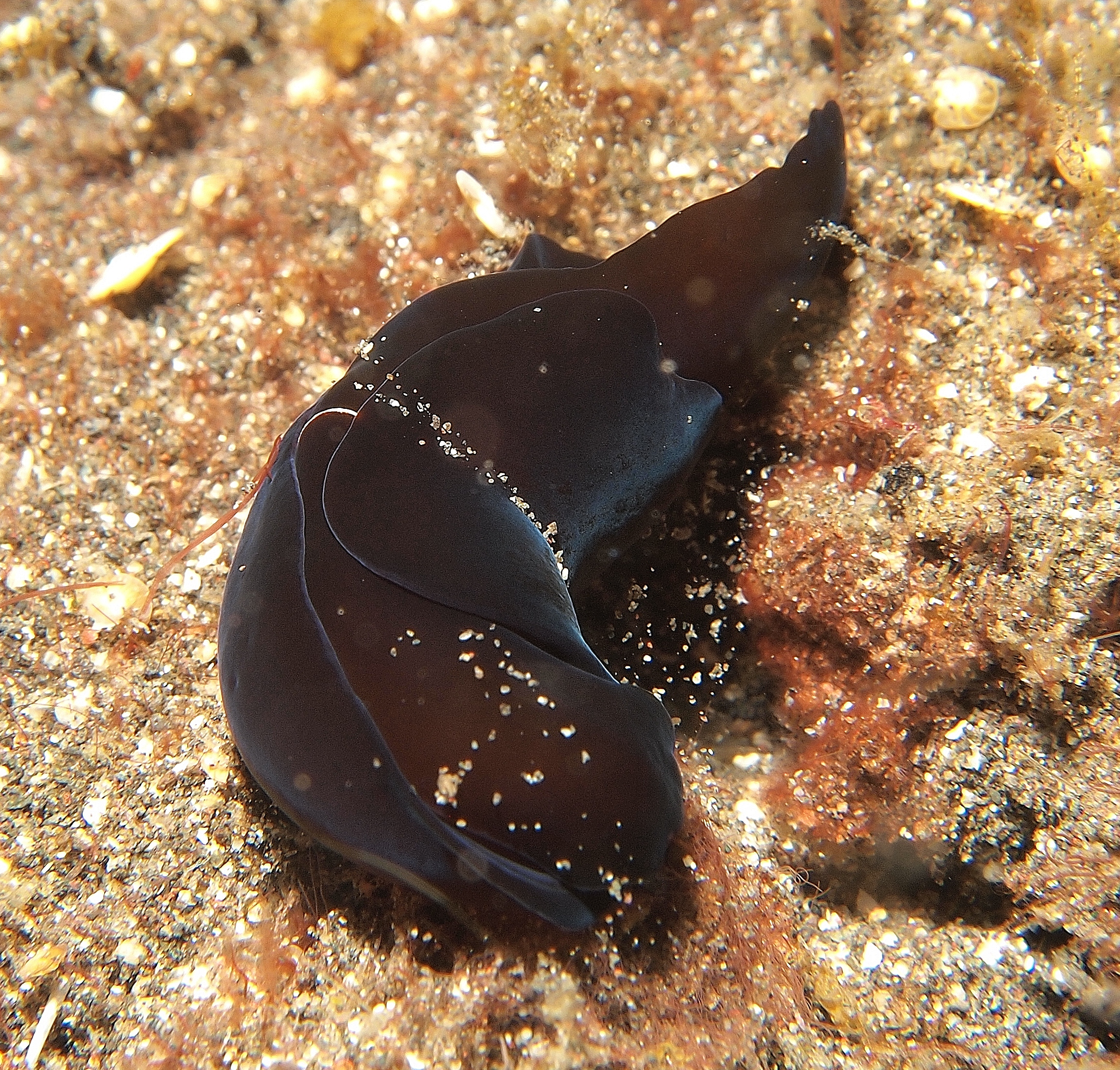
Chelidonura castanea
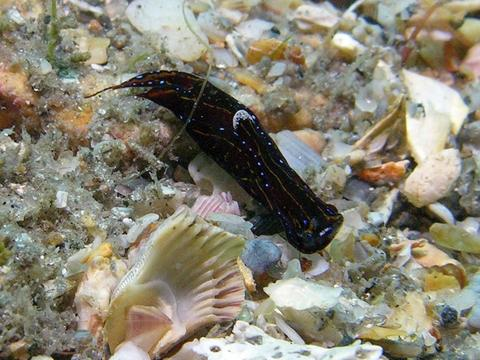
Chelidonura cubana
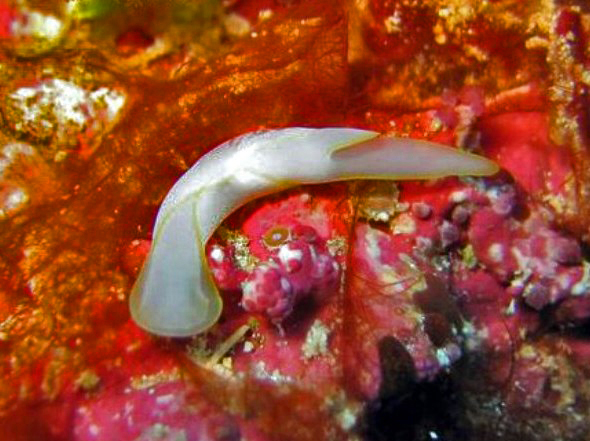
Chelidonura electra
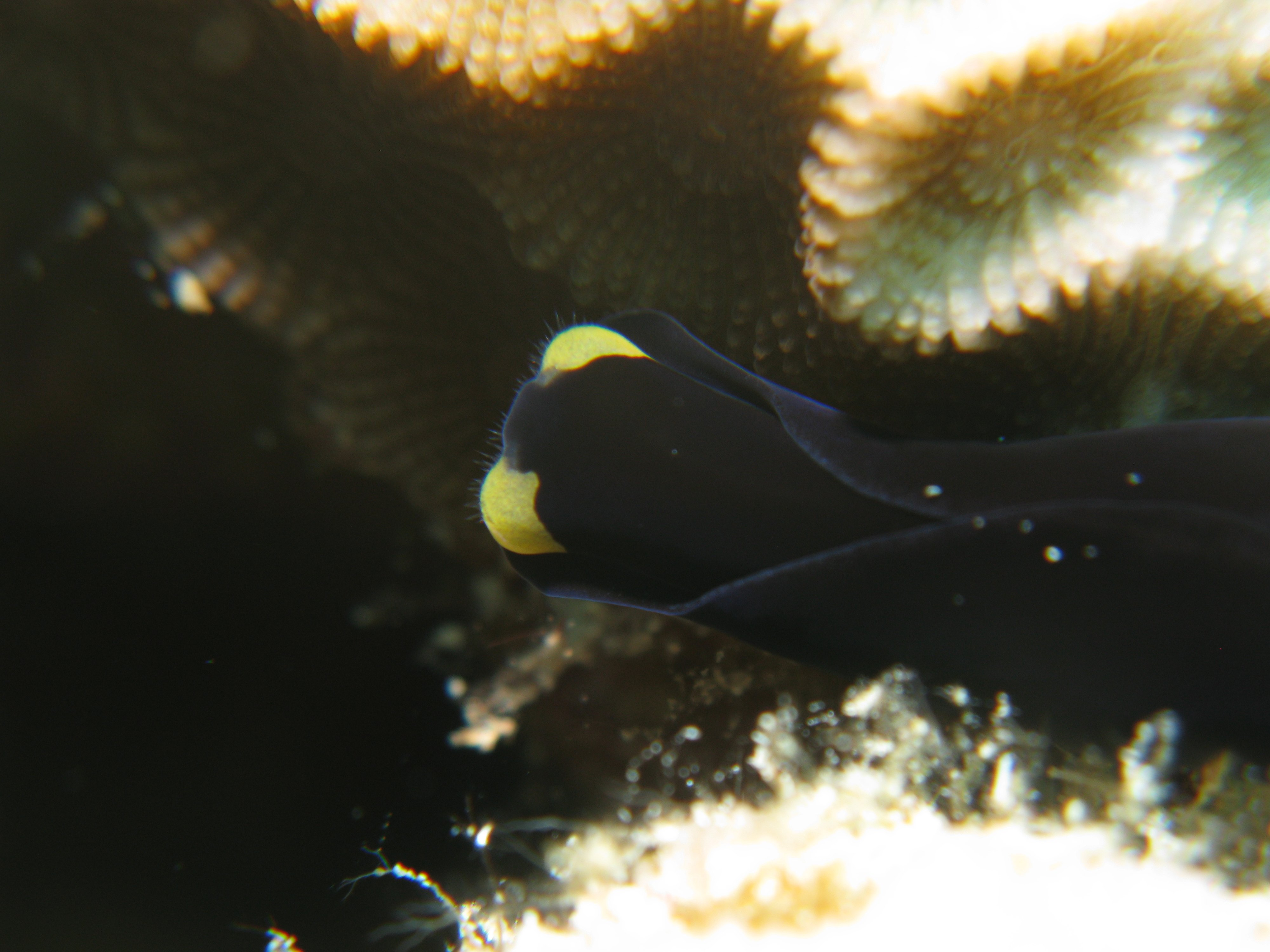
Chelidonura flavolabata
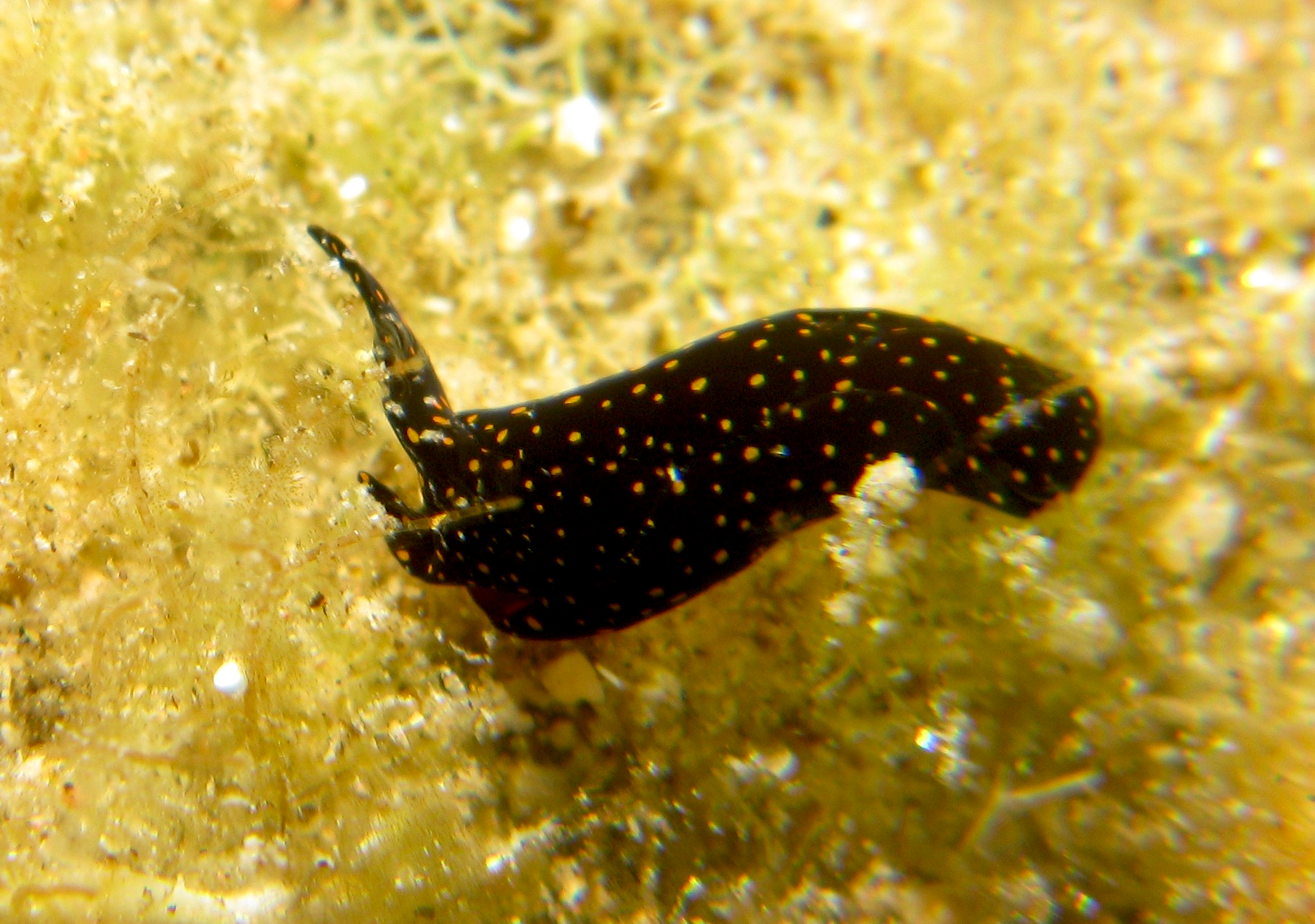
Chelidonura fulvipunctata
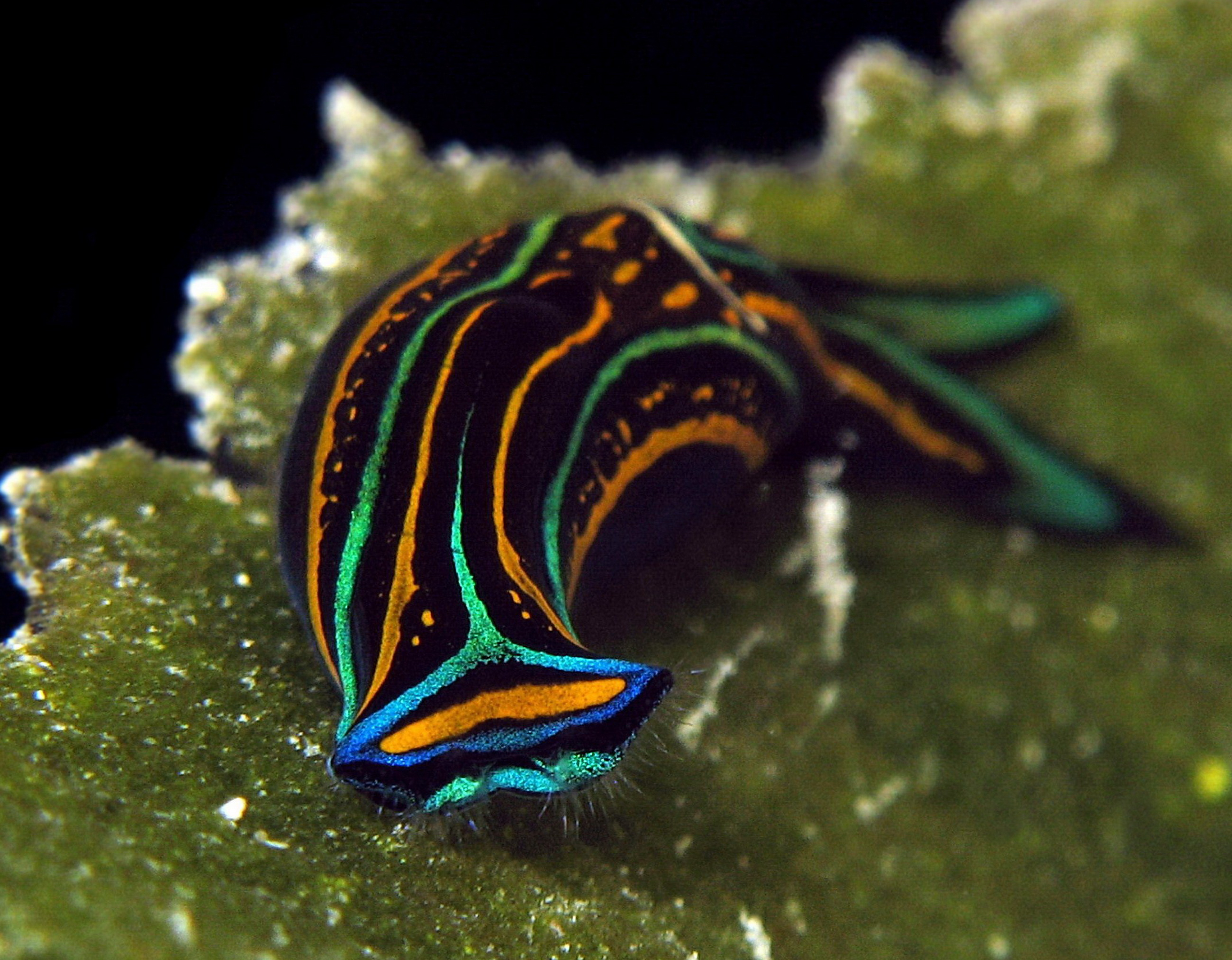
Chelinodura hirundinina
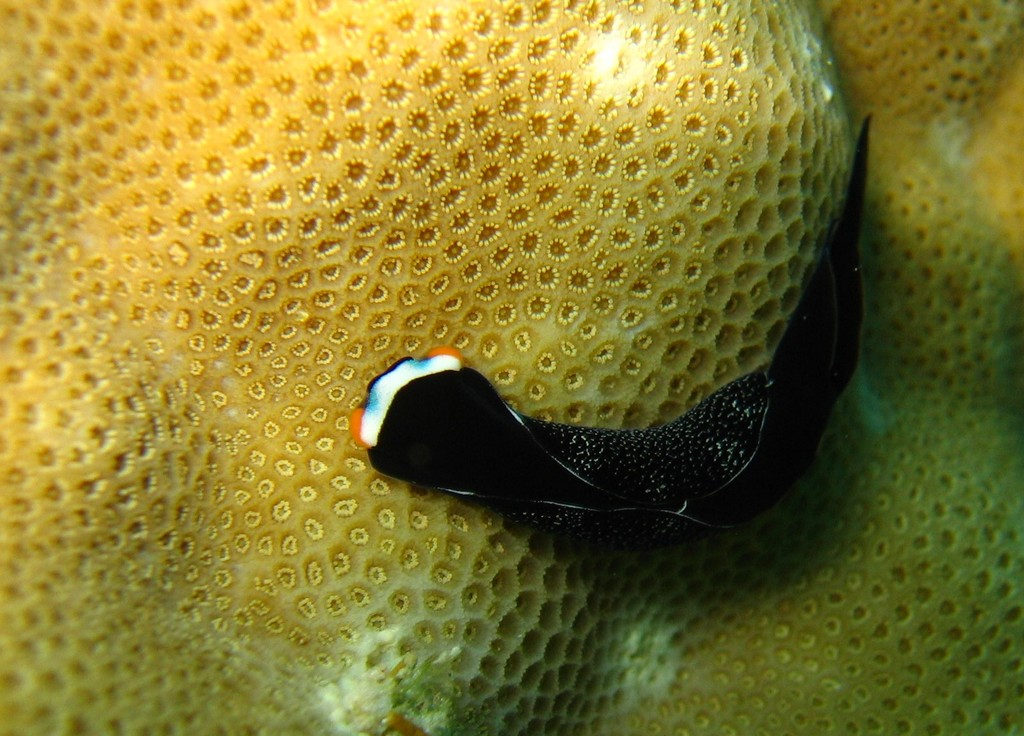
Chelidonura inornata
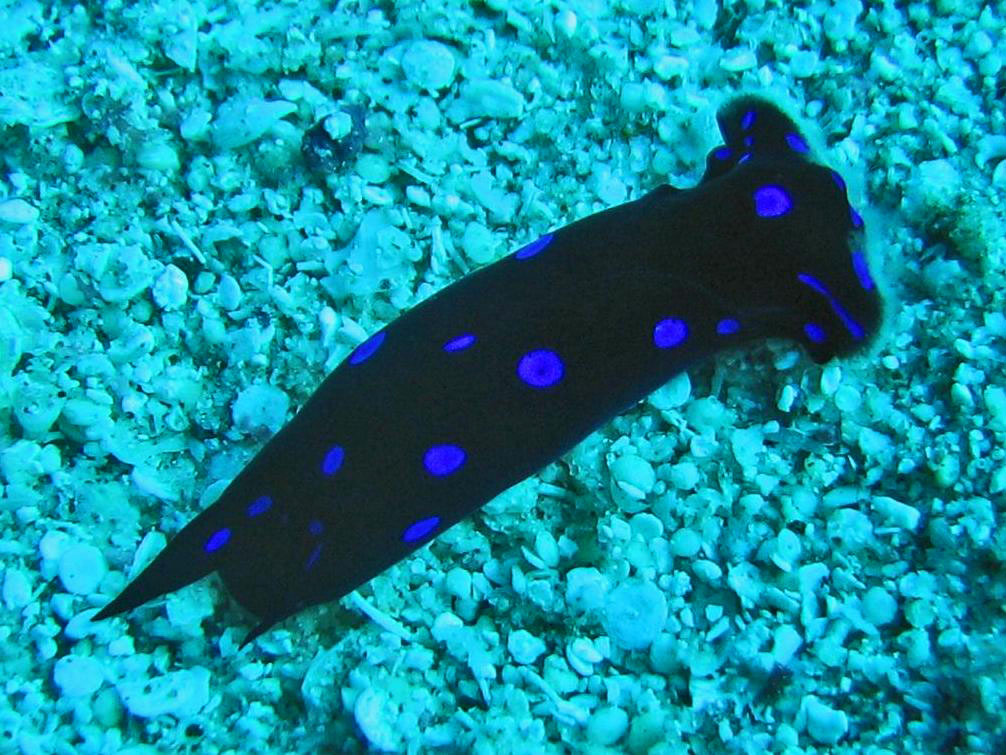
Chelidonura livida
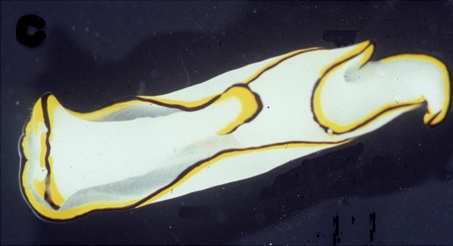
Chelidonura pallida
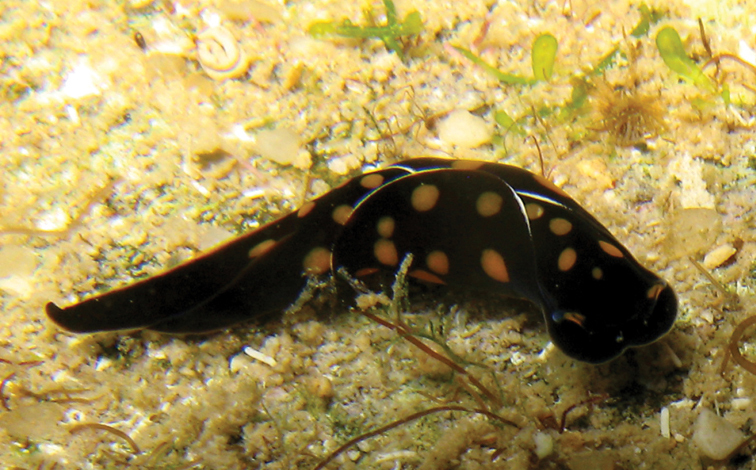
Chelidonura punctata
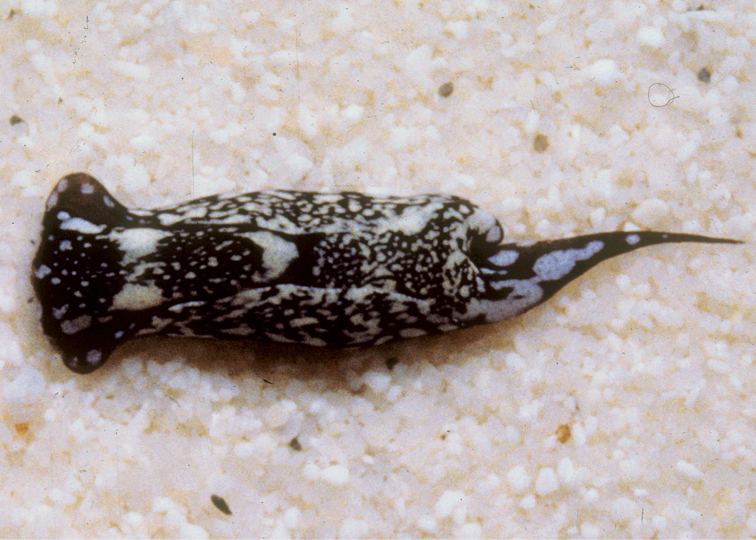
Chelidonura sandrana
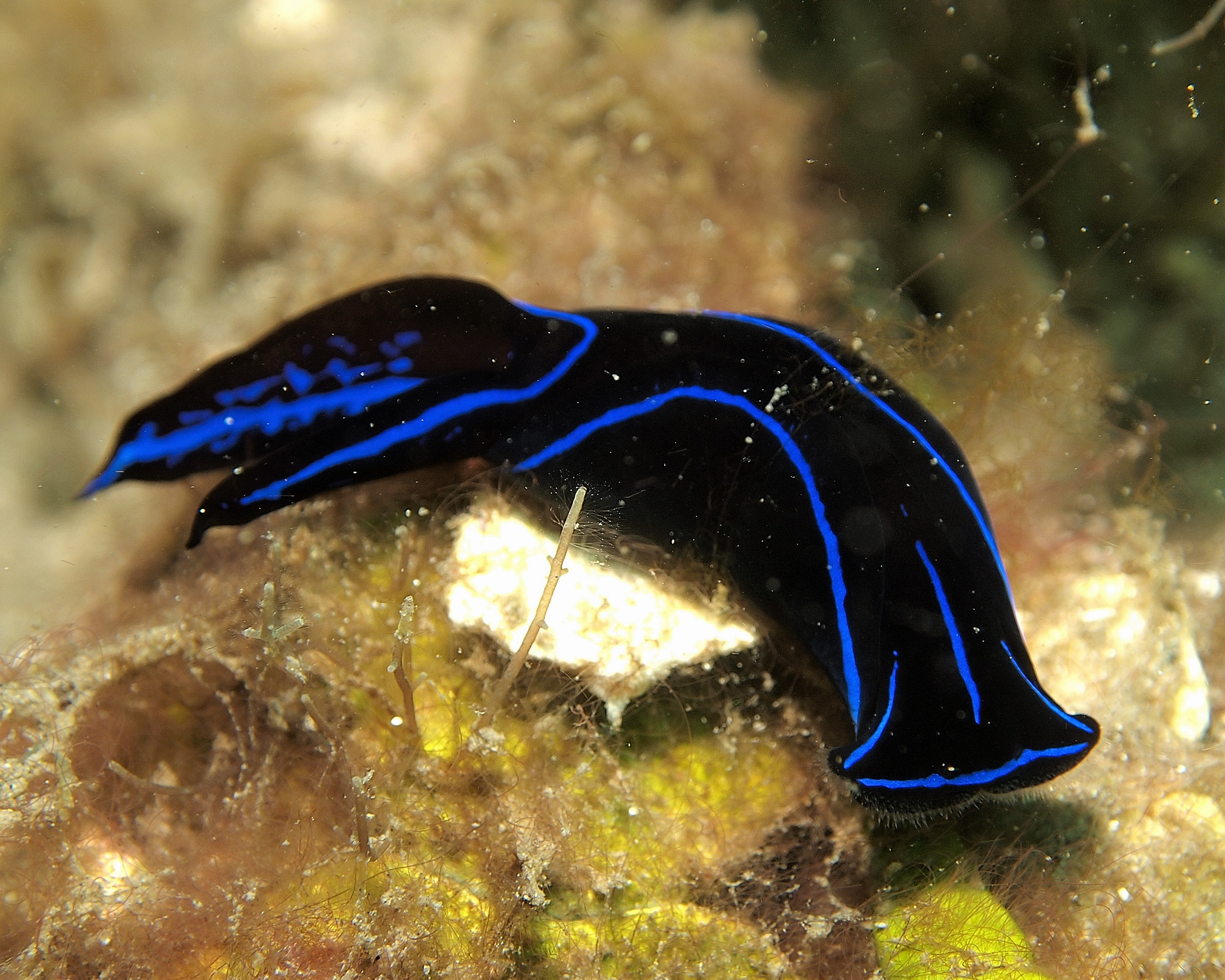
Chelidonura varians

## Morfología
El género se caracteriza por tener el cuerpo estrecho y alargado, el extremo posterior del notum dividido en dos proyecciones alargadas y terminadas en punta, iguales o desiguales en tamaño según la especie, y los parapodios, no muy grandes, que no recubren en su totalidad el dorso. La proto-concha interna es pequeña y se encuentra en la mitad del cuerpo. Cuentan con una serie de cerdas sensoriales situadas en el frente de la cabeza.

## Reproducción
Son ovíparos y hermafroditas simultáneos, que cuentan con genitales femeninos y masculinos: vagina y pene. No obstante, no pueden autofertilizarse, por lo que necesitan copular con otro individuo para ello. La cópula puede ser unidireccional, entre dos individuos, o en grupo, formando cadenas o círculos en las que un mismo individuo ejerce de macho inseminando a otro ejemplar, mientras simultáneamente es inseminado por otro individuo diferente.

## Alimentación
Son predadores, alimentándose principalmente de gusanos platelmintos y del orden Acoela, como especies del género Convoluta.

## Hábitat y distribución
Estas pequeñas babosas marinas se distribuyen por los océanos Atlántico, Índico y Pacífico.
Habitan aguas templadas y tropicales, en un rango de temperatura entre 20.98 y 29.24 °C, y en un rango de profundidad entre 1 y 24 m.
 Se localizan en fondos arenosos y rocosos, principalmente de arrecifes de coral.